# كثرة الكريات البيض
كثرة الكريات البيض (بالإنجليزية: Leukocytosis)‏ هي عدّ خلايا الدم البيضاء أعلى من المدى الطبيعي في الدم. وغالبًا ما تكون علامة على وجود استجابة التهابية، على الأغلب نتيجة للعدوى، ولكن قد تحدث أيضا بعد بعض الأمراض الطفيلية أو أورام العظام. قد تحدث كذلك بعد تمرين رياضي شاق، التشنجات مثل الصرع، الإجهاد العاطفي، الحمل والولادة، التخدير، وتناول الإبينفرين.